# Sprengobjekt

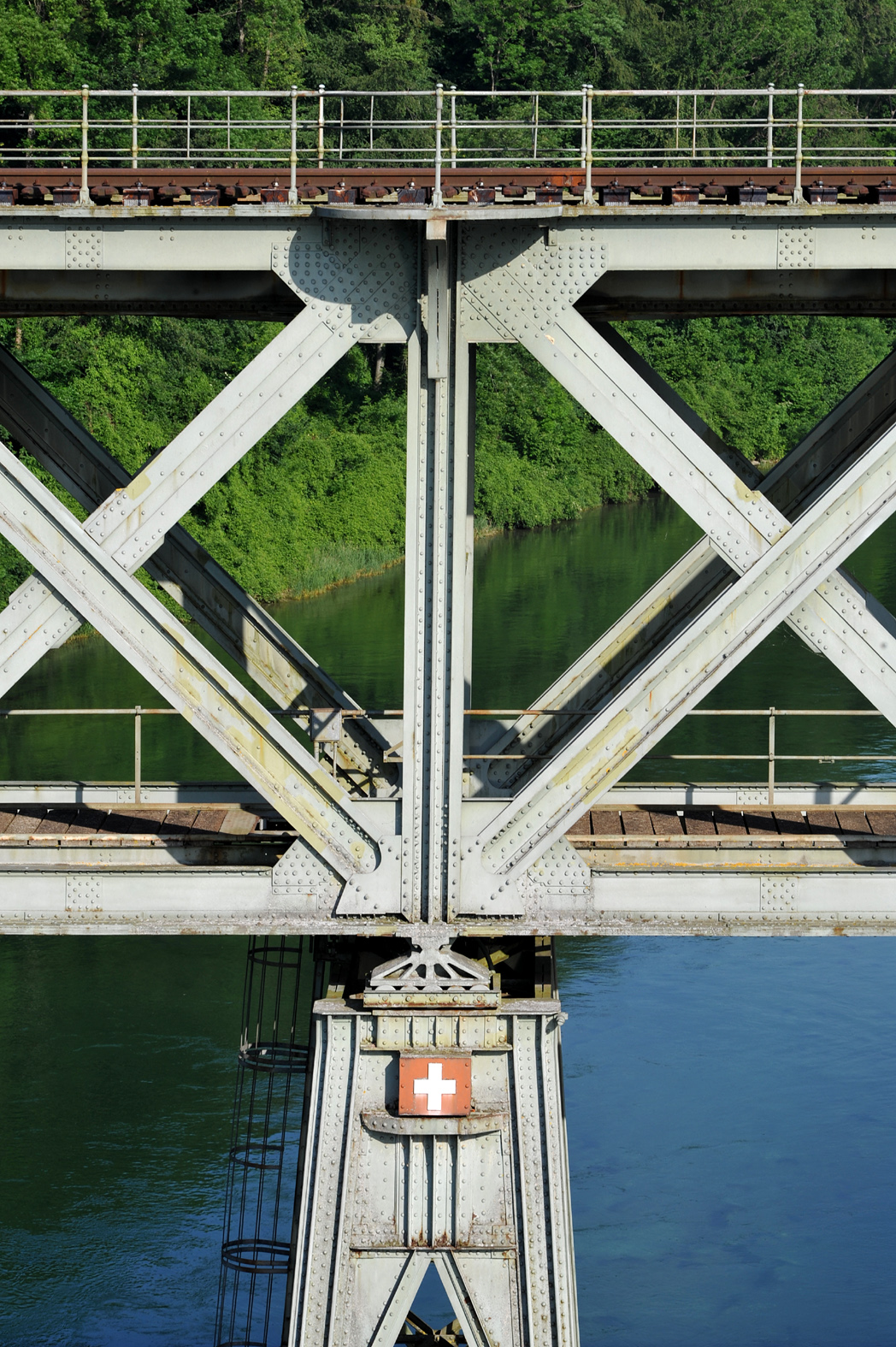
Eisenbahnbrücke Hemishofen, Sprengobjekt M0733

Als Sprengobjekt  (militärische Abkürzung «SprO», französisch Ouvrage miné «Omi») wurde in der Schweizer Armee eine permanente Einrichtung bezeichnet, die zur Zerstörung von Durchgangs- oder Umgehungsachsen diente, um diese unpassierbar zu machen.

## Lage
Sprengobjekte wurden bei Engnissen erstellt, bei denen keine Umgehungsmöglichkeit bestand («passage obligé»), meistens zusammen mit Panzersperren und im Feuerbereich von permanenten Waffenstellungen in der Umgebung von Sperrstellen. Sprengobjekte bei Strassen sind rund fünf Meter tiefe, in die Strasse eingelassene Schächte. Die 80 mal 80 Zentimeter grossen Sprengschächte sind in einem Abstand von rund vier Metern angelegt (Kammersprengung). Bei Brücken befinden sich die Sprengschächte normalerweise in den Brückenpfeilern.

## Zweck
Die durch die Sprengung von geeigneten Objekten entstehenden Zerstörungen, können den Aufmarsch eines gut ausgerüsteten Gegner um Tage, Wochen oder Monate verzögern, die er braucht, um den zerstörten Verkehrsweg provisorisch wiederherzustellen.
Permanente Sprengobjekte sind für den Verteidiger eine wirkungsvolle und günstige Abwehrmöglichkeit und bildeten einen wichtigen Bestandteil der Schweizer Verteidigungsdoktrin.

## Sprengungszeitpunkt
Die Wahl des richtigen Zeitpunktes für eine Sprengung wäre ein schwieriger Entscheid gewesen, weil gesprengte Objekte nicht nur die Gegner, sondern auch die Beweglichkeit und Handlungsfähigkeit des Verteidigers einschränken. Die Sprengbefugnis wurde im Verhältnis der möglichen Zerstörungsfolgen für den Verteidiger festgelegt. Bei Brücken mit wichtigen Leitungen, Eisenbahntunnels oder überbautem Gebiet (vorgängig nötige Evakuationen) lag die Sprengbefugnis bei höheren Kommandostellen. Die Sprengung wäre durch Mineurdetachemente der Genietruppen ausgeführt worden.

## Wirkung

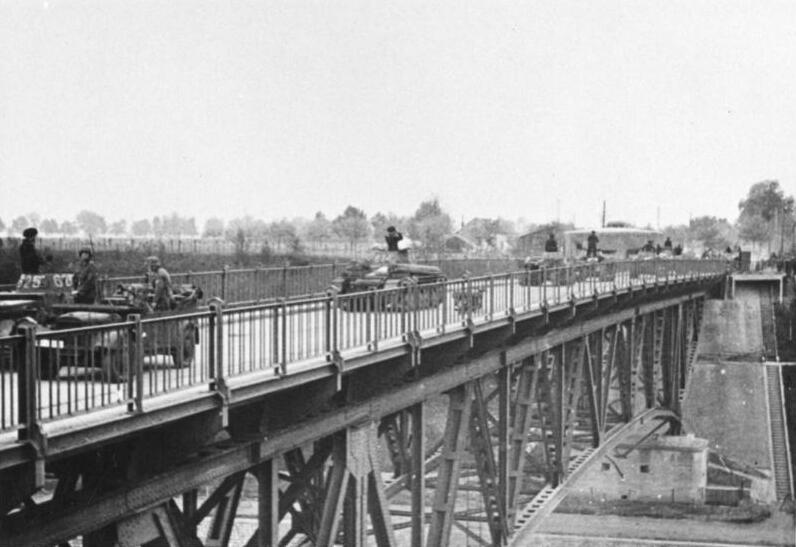
Deutsche Panzer rollen am 11. Mai über die Veldwezelt-Brücke

Sprengungen durch Genietruppen sind wirkungsvoller und viel billiger als der Artillerie- und Fliegereinsatz. Das lässt sich am Beispiel der belgischen Brücken am Albert-Kanal bei Vroenhoven und Veldwezelt zeigen, die 1936 zur Sprengung vorbereitet und 1938 mit TNT geladen und zündbereit gemacht wurden. Diese Brücken waren entscheidend für den schnellen deutschen Vormarsch im Westfeldzug. In der Frühe des 10. Mai 1940 erfolgte ein Überfall der Wehrmacht auf die belgischen Bewachungs- und Sprengmannschaften mit dem Einsatz von Lastenseglern, womit die Brückenzerstörungen verhindert werden konnten. Alliierte Gegenangriffe der Infanterie und Artillerie hatten keinen Erfolg. Alliierte Flieger konnten die Brücken erst nach zweitägiger Bombardierung zerstören, nachdem bereits zwei deutsche Panzerdivisionen übergesetzt hatten. Während der Bombardierung wurden 32 alliierte Flugzeuge abgeschossen und ebenso viele beschädigt.

## Geschichte
Die Kombination von natürlichen Hindernissen mit permanenten Geländeverstärkungen (Letzinen) spielte im schweizerischen Wehrwesen bereits im Mittelalter eine wichtige Rolle bei der Verteidigung.
Der Minenkrieg (Kampfführungen mit Sprengstoffen) begann bei der Belagerung von befestigten Städten. Bei der Türkenbelagerung von Wien 1529 unterminierten osmanische Mineure die Stadtmauern mit Schwarzpulver-Fässern und sprengten damit Breschen (Sulaiman-Bresche, Kärntnertor). Sprengstoffe zur Zerstörung von Brücken und zur Unterbrechung von Verkehrswegen wurden erstmals in der Völkerschlacht bei Leipzig (Elsterbrücke) eingesetzt. Im grossen Stil wurde der Minenkrieg im ersten und Zweiten Weltkrieg angewandt.

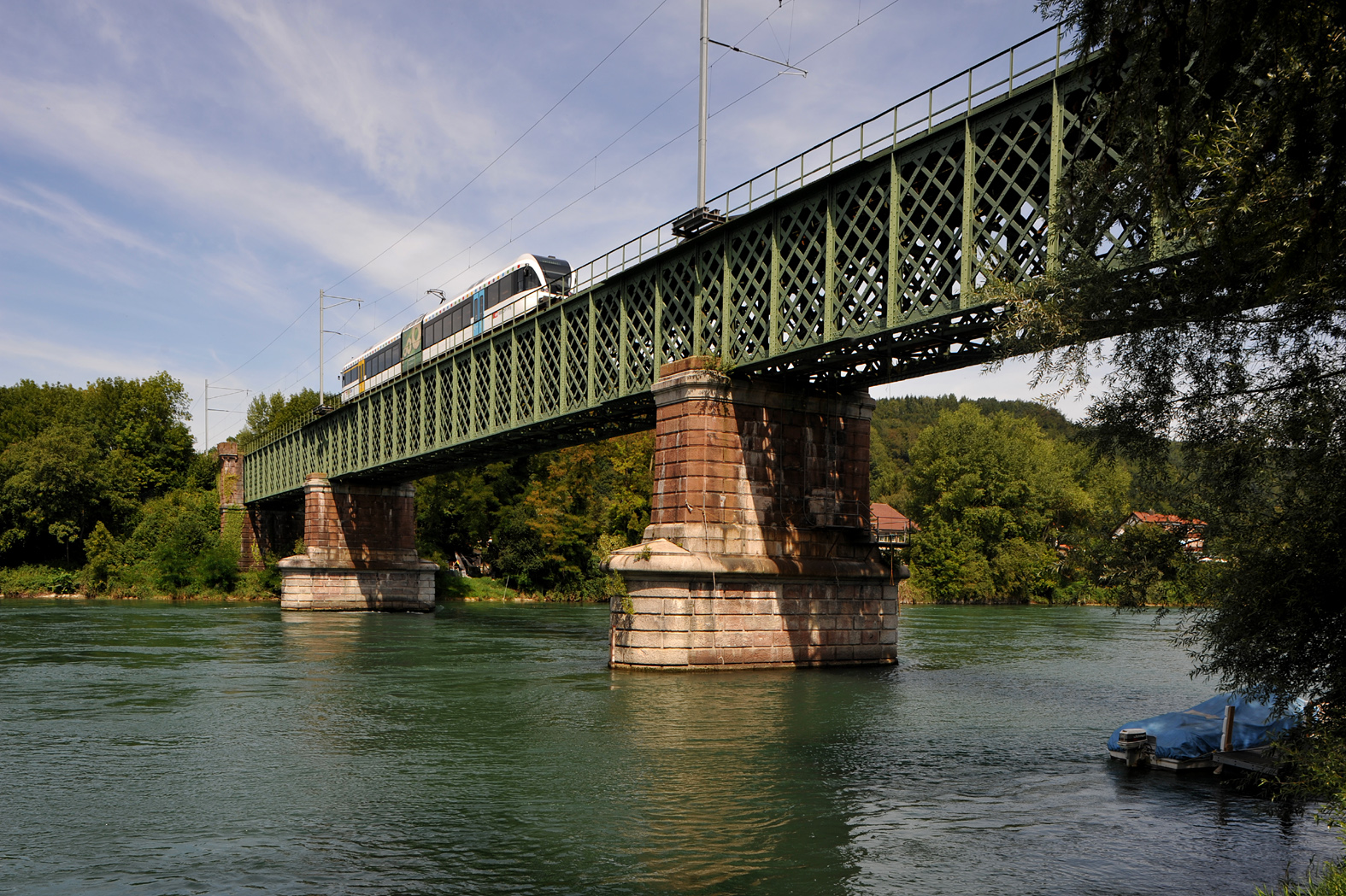
Rheinbrücke Waldshut–Koblenz

Das erste Sprengobjekt in der Schweiz entstand 1859 beim Bau der Eisenbahnbrücke Waldshut–Koblenz. Nach dem Deutsch-Französischen Krieg wurden Sprengobjekte bei internationalen Eisenbahnlinien angelegt (Gotthardtunnel 1890, Simplontunnel 1906). Ab 1892 wurden von Genieoffizieren Kurse für das Laden der Minenkammern in den Kunstbauten der internationalen Anschlusslinien bereits in Friedenszeiten durch Landsturmpionierdetachements organisiert.
Während des Ersten Weltkriegs wurden umfangreiche Geländeverstärkungen in den Fortifikationen Hauenstein, Murten und Bellinzona angelegt. Damals gab es bereits erste Sprengobjekte. 1917 waren in den Grenzgebieten 93 Eisenbahn- und 56 Strassenobjekte zur Zerstörung vorbereitet.
Ab 1935 wurden die Sprengobjekte technisch verbessert und konnten gegen unbeabsichtigte Auslösung gesichert werden. Anfänglich wurden alle Rheinbrücken ausgerüstet, später strategisch wichtige Strassenabschnitte.

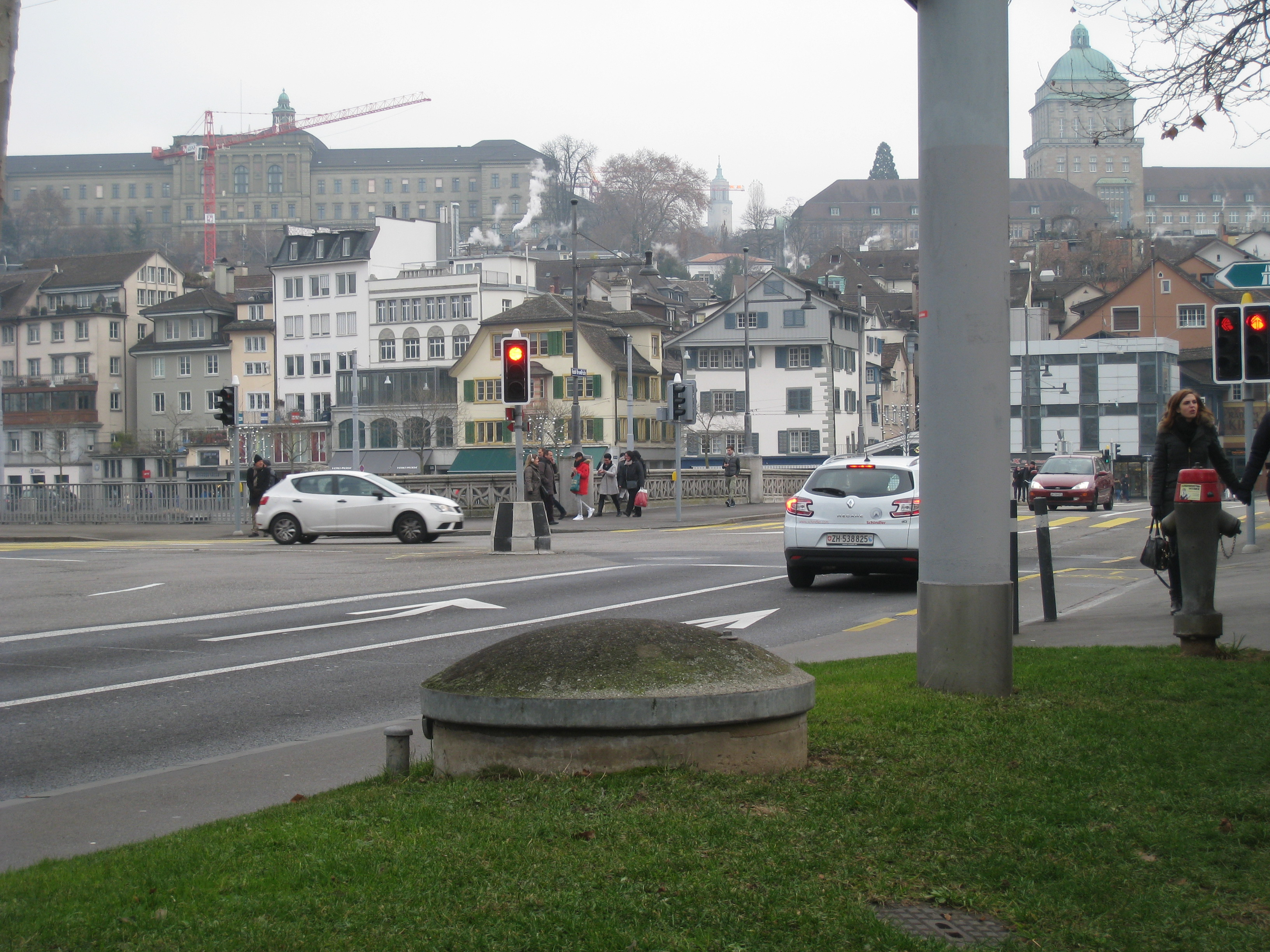
Zündmineurschacht (Zündstelle) des Sprengobjekts M2322, Rudolf-Brun-Brücke, Zürich

Der Zweite Weltkrieg führte dazu, dass ab 1939 aufgrund neutralitätspolitischer Verpflichtungen zuerst die Grenzabschnitte mit permanenten Geländeverstärkungen und Sprengobjekten (Brücken an den Grenzflüssen) versehen wurden. Zwischen Oktober 1939 und bis Juni 1940 wurde die erste Armeestellung, die Limmatstellung, entsprechend ausgebaut. 1939 gab es 32 HD-Minengruppen mit 8000 Mann und 850 Objekten.
Die Einkreisung der Schweiz durch die übermächtigen Armeen der Achsenmächte mit dem Westfeldzug erforderten den Rückzug in das mächtigste natürliche und schwer zugängliche Hindernis der Schweiz, die Alpenfestung im Schweizer Réduit. Hier konnten Geländeverstärkungen leichter realisiert und gleichzeitig konnte verhindert werden, dass der Gegner die wichtigsten Alpenübergänge hätte nutzen können.
Am 25. Juni 1940 befahl der General den Rückzug ins Réduit, wo mit Bau von Befestigungen begonnen wurde. Die Verkehrswege in den Bergen boten unzählige geeignete Möglichkeiten zur Platzierung von Sprengobjekten. Ende Oktober 1940 waren über 1000 Sprengobjekte fertig erstellt und 2000 weitere geplant. Bei der Dissuasionsstrategie galten die Alpentransversalen als oberstes Faustpfand gegen die beiden Achsenmächte. Deshalb wurde der Zerstörungsvorbereitung (Verminung der Eisenbahntunnels usw.) besonderes Gewicht zugemessen. Bis Ende 1941 waren 2'043 Sprengobjekte eingerichtet worden.
Am Ende des Zweiten Weltkrieges unterhielten die 26.000 Mann Zerstörungstruppen rund 3000 Sprengobjekte, welche auch am Ende des Kalten Krieges immer noch über sämtliche Landesteile verteilt waren. Vorbereitete Zerstörungen von Verkehrsachsen wurden ein zentrales Element der schweizerischen Landesverteidigung im Kriegsfall.

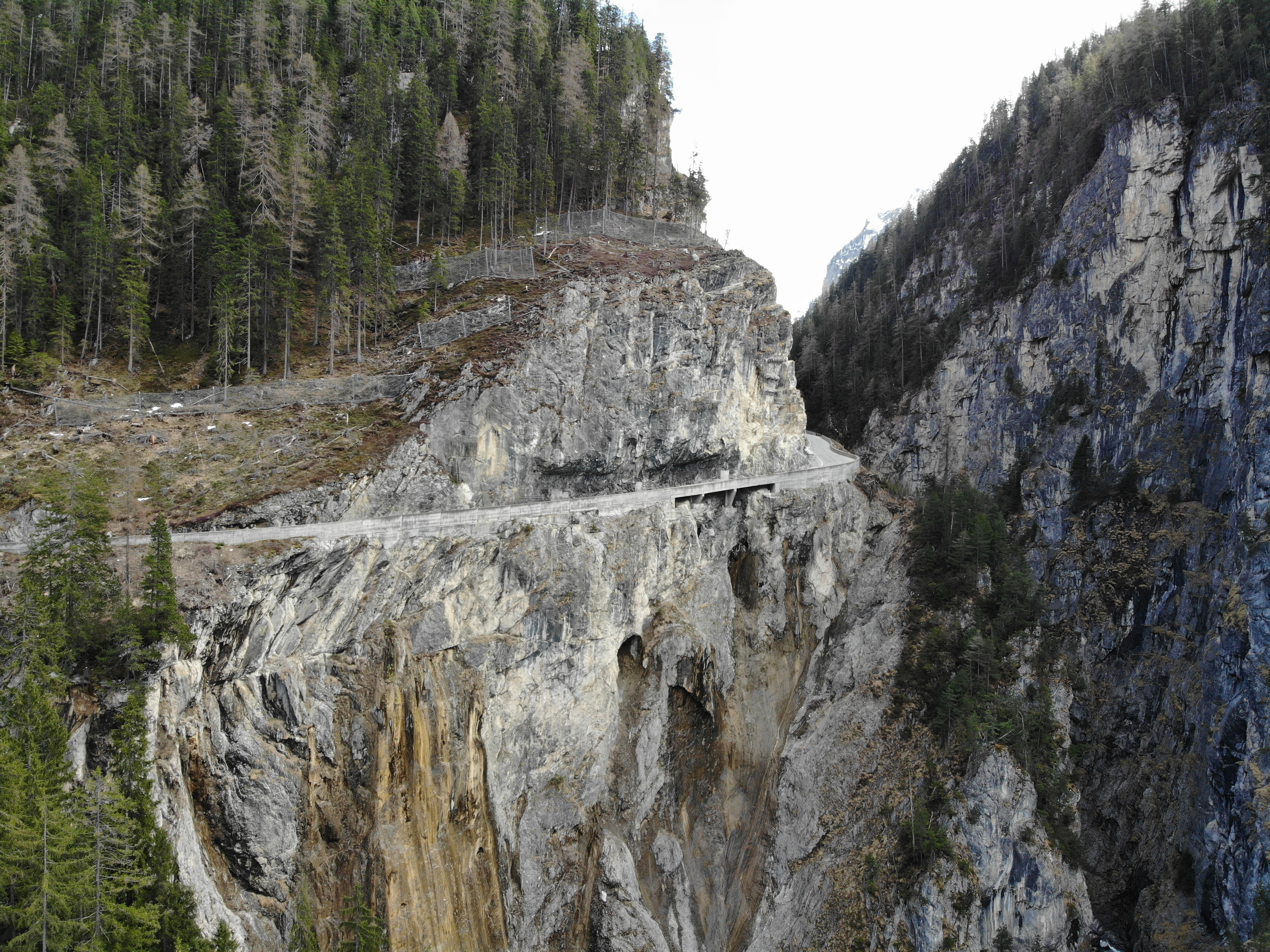
Sprengobjekt Bergünerstein

Mit der Armee 61 wurde ab Ende der 1970er Jahre das Sprengobjektkonzept «Permanenten Spreng-Dispositiv 75» (PSD 75) eingeführt. Sprengobjekte wurden bei Brücken, Tunnel, Galerien, Stützmauern, Strassenkörper und Flugpisten baulich vorbereitet und noch nicht permanent mit Sprengstoff geladen. In den 1980er Jahren waren rund 2000 Stellen zur raschen, aber gezielten Zerstörung vorbereitet. Der Sprengstoff war direkt eingebaut, innert 2–3 Stunden konnten Strassen, Bahnlinien oder Brücken so beschädigt werden, dass ein anrückender Gegner viel Zeit, Material und Personal für ein Durchkommen benötigt hätte.
Seit 1991 wurde mit der Entfernung von Sprengstoff und der Aufhebung von Sprengobjekten begonnen. Gründe waren die Überalterung des Sprengstoffs, die Einsparung von Unterhaltskosten und die Möglichkeit des Einsatzes von modernen mobilen Mitteln mit vergleichbarer Wirkung.
Die Sperrstellen wurden grösstenteils mit der Armeereform 1995, die übrigen um 2004 ausser Dienst gestellt. Bis Ende 2014 wurde bei allen permanent geladenen Sprengobjekten der Sprengstoff ausgebaut.